# 대동항
대동항은 전라남도 여수시 화정면 여자리 대동마을에 있는 어항이다. 2007년 8월 8일 어촌정주어항으로 지정하여 관리하고 있다. 시설관리자는 여수시장이다.

## 어항 구역
- 수역: 북위 34°45′46″, 동경 127°29′32″의 지점에서 S55°W방향으로 145m점과 이 점에서 S방향으로 105m점과 이 점에서 S45°E방향으로 80m점과 이 점에서 E방향으로 육지부를 연결하는 선을 따라 형성된 공유수면[1]

## 어항 시설
- 방파제 292m

## 기본 계획
- 방파제 337m, 도선장 10m, 호안 36m, 호안도로 32m[1]

## 정비 계획
- 방파제 45m, 도선장 10m, 호안 36m, 호안도로 32m[2]

## 주요 어종
- 새꼬막